# Hygroryza aristata
Hygroryza aristata, in der Aquaristik auch als Schwimmreis oder Schwimmgras bezeichnet, ist eine ausdauernde Wasserpflanze und die einzige Art der Gattung Hygroryza in der Familie der Süßgräser (Poaceae). Im Chinesischen wird sie auch shui he genannt. Botanisch gesehen handelt es sich bei der Pflanze nicht um eine Reisart an sich, die fast alle zur Gattung Oryza gehören.

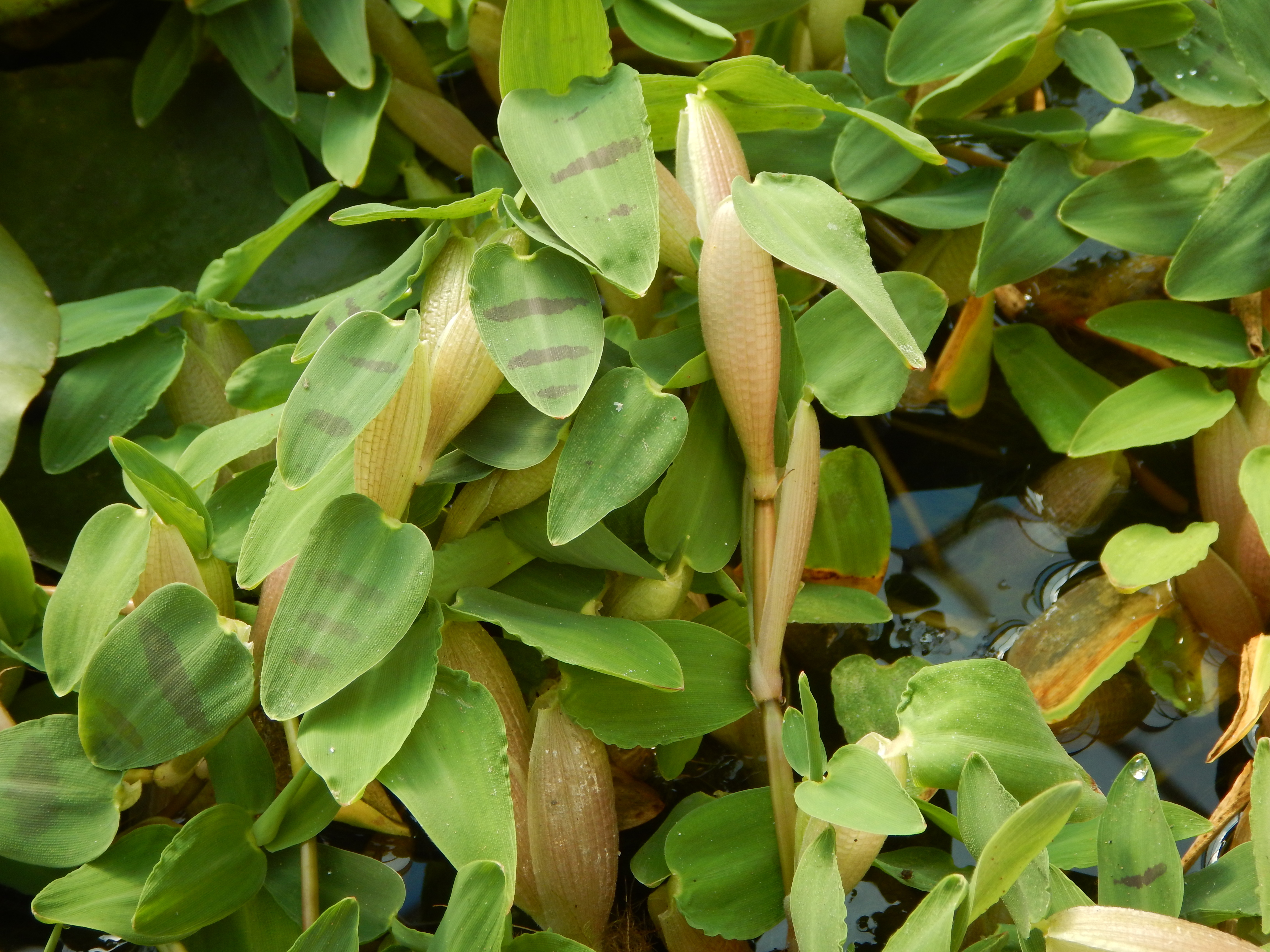
Hygroryza aristata

## Beschreibung
Hygroryza aristata ist eine frei auf der Wasseroberfläche schwimmende, tropische Grasart, die dichte Flutrasen ausbilden kann. Die flutenden Sprosse werden 50–150 Zentimeter lang. Die Blattspreiten werden 3–7 Zentimeter lang und 0,5–2,5 Zentimeter breit. Sie sind am Grunde abgerundet oder herzförmig und beim Übergang zur Blattscheide plötzlich in eine 1 Millimeter lange blattstielähnliche Basis verengt. Die Ligula ist gestutzt und 0,5–0,8 Millimeter lang. Der Blütenstand ist im Umriss dreieckig, die Äste sind kurz. Die untersten Äste sind fast quirlständig und später zurückgeschlagen. Die Ährchen sind grün, ihre Granne ist 1–1,4 Zentimeter lang. Die Deckspelzen sind 7,5–8 Millimeter lang, auf dem Rücken behaart und auf den Nerven bewimpert. Die Vorspelzen sind gekielt und auf der Mittelrippe bewimpert. Die Antheren sind etwa 3,5 Millimeter lang.
Die Chromosomenzahl beträgt 2n = 24.

## Verbreitung
Das natürliche Verbreitungsgebiet von Hygroryza aristata liegt in Südostasien: Fujian, Guangdong, Hainan, Taiwan, Yunnan, Bangladesch, Kambodscha, Indien, Laos, Malaysia, Myanmar, Nepal, Pakistan, Sri Lanka, Thailand, Vietnam.

## Taxonomie
Hygroryza aristata wurde 1789 von Anders Jahan Retzius als Pharus aristatus Retz. in Observationes Botanicae Band 5, Seite 23 erstbeschrieben. Die Art wurde 1833 durch Robert Wight & George Arnott Walker Arnott in Edinburgh New Philosophical Journal Band XV, Seite 380 als Hygroryza aristata (Retz.) Nees ex Wight & Arn. in die Gattung Hygroryza gestellt. Wight und Arnott wiesen den Namen aber Christian Gottfried Daniel Nees von Esenbeck zu. Ein Synonym von Hygroryza Nees ist Potamochloa Griff.

## Nutzung
Wegen der zierlichen, nur wenige Zentimeter langen, Blattspreiten und der aufgeblasenen Blattscheiden wird der Schwimmreis in offenen Aquarien verwendet. Die zahlreichen, feinen Adventivwurzeln, die sich an den Knoten bilden, stellen gute Verstecke für Jungfische dar. Wegen des raschen Wachstums der Stolonen ist die Art aber nur für größere Wasserflächen geeignet. Die Ansprüche an Licht und Wassertemperatur sind hoch (22–28 °C), trotzdem kann der Schwimmreis in wärmeren Lagen in Mitteleuropa während des Sommers in Gartenteichen kultiviert werden. Die Vermehrung erfolgt durch Teilung der bewurzelten Sprosse. 